# Pierwoszyno
Pierwoszyno (deutsch Pierwoschin; kaschubisch Pierwòszëno) ist ein Dorf in der Landgemeinde Kosakowo im Kreis Puck in der polnischen Woiwodschaft Pommern.

## Geographische Lage
Das Dorf liegt nordöstlich von Kosakowo im östlichen Bereich der Landgemeinde Kosakowo an der Droga wojewódzka 101 und an der Droga wojewódzka 100.

## Persönlichkeiten

### Söhne und Töchter
- Augustyn Krauze (auch August Krause, 1882–1957) war ein deutscher und polnischer Beamter und Politiker. Von 1926 bis 1928 war er der erste Bürgermeister der Stadt Gdynia.